# Solution finale à la question tchèque

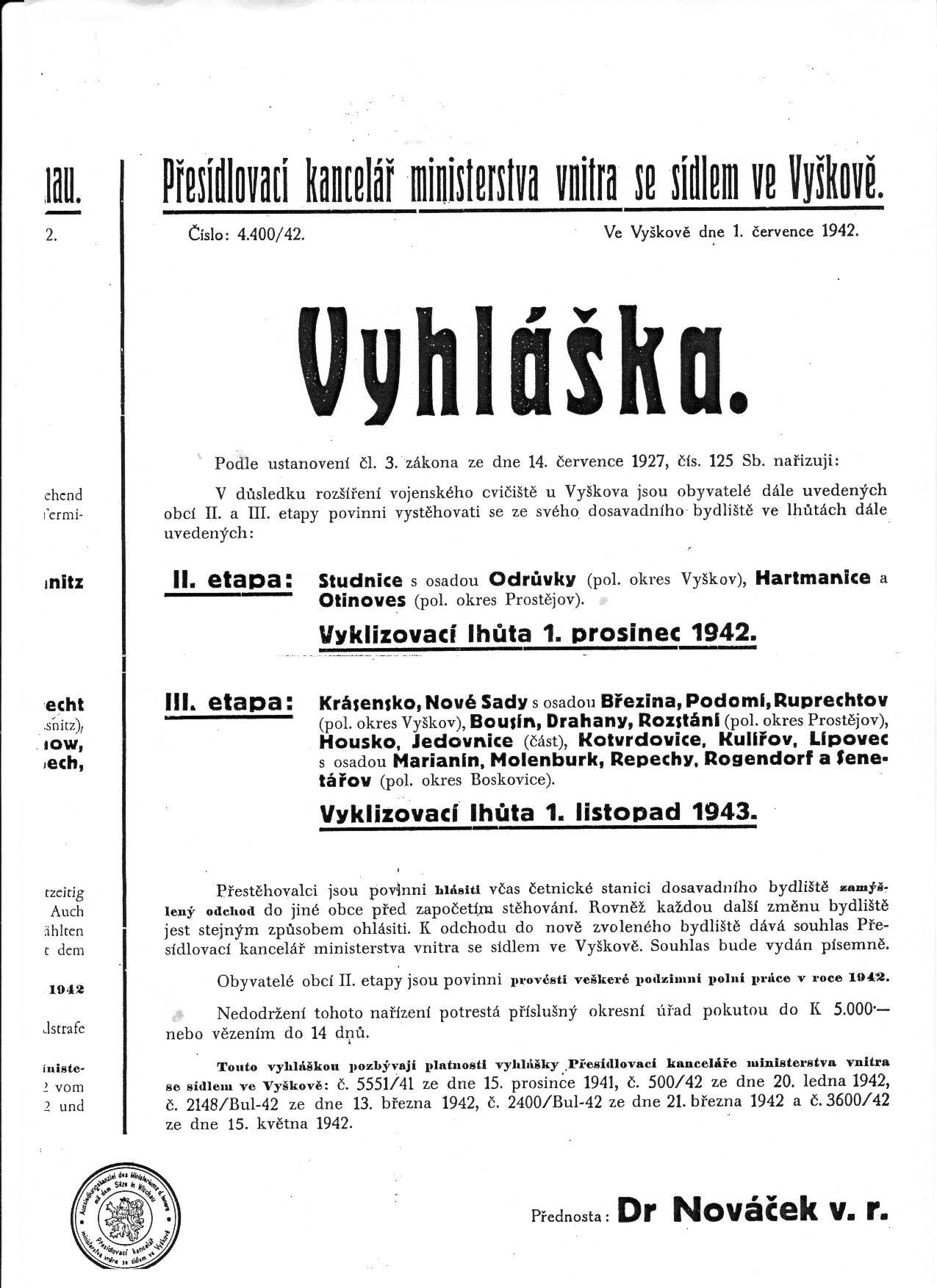
Déclaration (version en langue tchèque) de l'ordre de déplacement de 33 municipalités sur les hauts plateaux de Drahan.

La solution finale à la question tchèque (en allemand : Endlösung der tschechischen Frage) est le plan de l'Allemagne nazie pour la germanisation complète du protectorat de Bohême-Moravie. Le sociologue et anthropologue allemand Karl Valentin Müller affirma qu'une grande partie de la nation tchèque était racialement aryenne et pouvait être germanisée. Cela contrastait fortement avec la solution finale à la question juive. Cependant, Müller affirma que la germanisation devrait avoir lieu sans contrainte ; au lieu de cela, il a suggéré un système d'incitations sociales. 
Le 27 septembre 1941, Reinhard Heydrich est nommé protecteur adjoint du Reich du protectorat de Bohême-Moravie (la partie de la Tchécoslovaquie incorporée au Reich le 15 mars 1939) et en prend le contrôle. Le protecteur du Reich, Konstantin von Neurath, restait titulaire mais fut envoyé en « congé » car Hitler, Himmler et Heydrich estimaient que son « approche douce » envers les Tchèques avait favorisé le sentiment anti-allemand et encouragé la résistance par des grèves et des sabotages [réf. non conforme]. Lors de sa nomination, Heydrich déclara à ses collaborateurs « Nous allons germaniser la vermine tchèque ». 
Heydrich vint à Prague pour faire appliquer la politique, combattre la résistance au régime nazi et maintenir les quotas de production de moteurs et d'armes tchèques qui étaient « extrêmement importants pour l'effort de guerre allemand » [réf. non conforme]. Il considérait la région comme un rempart de la Germanie et condamnait les « coups de couteau dans le dos » de la résistance tchèque. 
Dans la poursuite de ses objectifs, Heydrich décréta le classement racial de ceux qui pouvaient et ne pouvaient pas être germanisés. Il expliqua : « Faire de ces ordures tchèques des Allemands doit céder à des méthodes basées sur la pensée raciste ». Des enquêtes raciales, menées sous prétexte de prévention de la tuberculose, ont révélé que les Tchèques étaient plus nordiques que les Allemands des Sudètes, les Prussiens de l'Est et de nombreux Autrichiens et Bavarois. Ces résultats ont été gardés secrets. En 1940, Hitler convint qu'environ la moitié de la population tchèque était apte à la germanisation, tandis que les « types mongoloïdes » et l'intelligentsia tchèque ne devaient pas être germanisés et devaient être « privés de [leur] pouvoir, éliminés et expédiés hors du pays par toutes sortes de méthodes »,,. 
Selon le Generalplan Ost, les nazis avaient l'intention de déplacer la population non germanisable en Sibérie. Cependant, en raison du besoin de main-d'œuvre pour l'effort de guerre, ce plan n'a jamais été mis en œuvre. 

## Sources
- (cs) Ing. Josef Mikš, « Německo a řešení české otázky », Křesťanskosociální hnutí, Février 2006 (version du 11 août 2007 sur Internet Archive)